# Taïpan du désert
Oxyuranus microlepidotus
Espèce
Synonymes
- Diemenia microlepidota McCoy, 1879
- Diemenia ferox Macleay, 1882

Oxyuranus microlepidotus, le Taïpan du désert, est une espèce de serpents de la famille des Elapidae.

## Description
Ce serpent est de couleur brune, d'une teinte pouvant aller suivant les saisons d'un marron foncé à un beige tirant sur le vert-olive. Il est plus clair en été qu'en hiver ce qui lui permet d'accumuler plus de chaleur pendant les saisons froides.
Son dos, ses côtés et sa queue peuvent avoir des nuances variées. Des écailles noirâtres dessinent sur les côtés et le dos des lignes qui en s'entrelaçant forment des chevrons de taille et d'inclinaison variables. La tête et le cou sont généralement plus foncés que le reste du corps. Les yeux sont de taille moyenne, avec un iris brun noir, sans anneau coloré autour de la pupille ronde.
Il mesure souvent plus de 2 mètres de long.

## Répartition

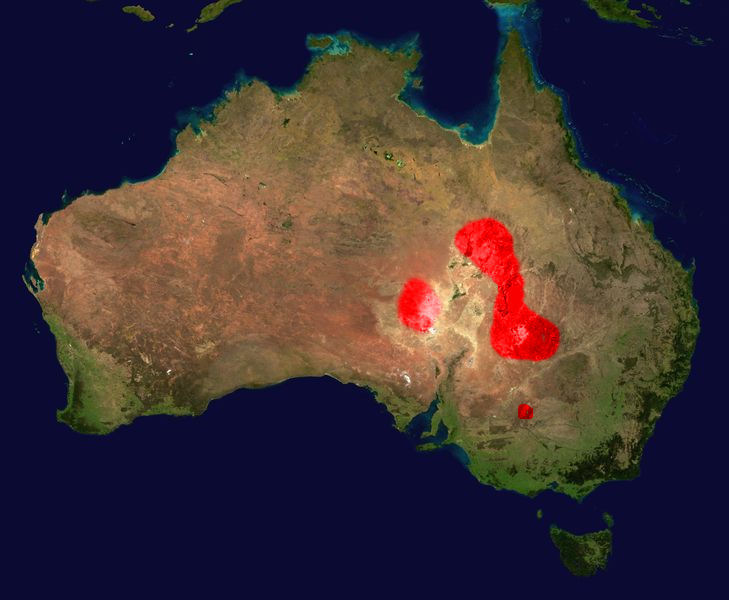
Distribution.

Cette espèce est endémique d'Australie.
Il se rencontre dans les régions arides dans le sud-ouest du Queensland, dans le nord de l'Australie-Méridionale et dans l'ouest de la Nouvelle-Galles du Sud et du Victoria.
On peut le trouver au nord du lac Eyre et à l'ouest de la ligne formée par le fleuve Murray, la rivière Darling et la rivière Murrumbidgee.

## Alimentation
Le Taïpan du désert est carnivore, il se nourrit principalement de petits oiseaux et de rongeurs comme les rats et les souris qu'il tue par attaque surprise en leur injectant une dose de venin.

## Reproduction

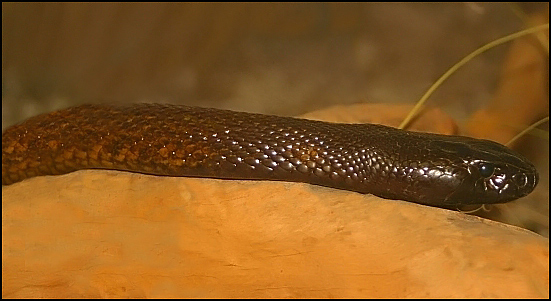
Couleur brune en hiver…

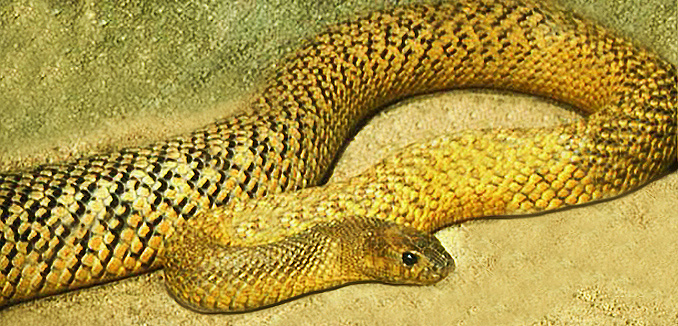
… ou olive en été.

La femelle pond 12 à 24 œufs dans un terrier ou au fond d'une crevasse. Les œufs incubent pendant environ 2 mois.

## Venin
Le Taïpan du désert est régulièrement cité comme le serpent le plus venimeux du monde, et il est présenté comme tel dans le Livre Guinness des records. Cette réputation lui vient d'une étude australienne publiée en 1979 et présentant la dose létale médiane (DL50) chez la souris du venin de plusieurs serpents. Celui du Taïpan a montré une DL50 de 0,025 mg/kg (en sous-cutanée), une valeur 100 fois supérieure à celle du venin du crotale diamantin et 25 fois plus élevée que celle du venin du cobra. Les mêmes auteurs ont indiqué avoir récolté, par extraction de la gueule du Taïpan, 44 mg de venin en moyenne et jusqu'à 110 mg, ce qui correspond respectivement à 217 821 et 544 554 fois la dose létale médiane. Ces valeurs signifient que le serpent est capable de produire une dose de venin qui, s'il elle était injectée à une cohorte de 500 000 souris, entrainerait la mort de la moitié d'entre elles. Ces résultats ont souvent été repris pour affirmer que, en une seule morsure, le Taïpan du désert pouvait tuer 250 000 souris, ou 125 hommes adultes, par conversion de masse corporelle.
Jusqu'au milieu du XXe siècle, une morsure de taïpan était fatale. Le premier antidote a été développé en 1955. Cinq ans auparavant, un chasseur de serpents, Kevin Budden, avait été mordu par un taïpan. Le jeune homme succomba aux effets du venin, mais il eut le temps d'apporter le serpent vivant à l'hôpital de Cairns où l'antidote allait être élaboré, puis développé au Commonwealth Scientific and Industrial Research Organisation de Melbourne.
Une étude de biologie cellulaire dirigée par le chercheur Bryan Fry (he), de l'université du Queensland, révèle en 2014 qu'un échantillon du venin du Taïpan du désert, recueilli en 1950 par Kevin Budden, était toujours parfaitement actif de nombreuses décennies plus tard.

## Le Taïpan du désert et l'homme
Comme la plupart des autres serpents, il n’est pas agressif envers l'homme et ne l'attaque que s'il se sent menacé, il peut alors se montrer très agressif, réagir fortement et frapper à plusieurs reprises.
Cependant, il y a très peu de cas répertoriées de morsures mortelles causées par le taïpan du désert. Les morsures connues se sont produites le plus souvent lors de captures volontaires. Les rencontres accidentelles entre l'homme et ce serpent sont extrêmement rares, car il vit dans des régions très reculées. Le taïpan côtier, le serpent tigre, le serpent brun et la vipère de la mort, qui sont présents dans les régions plus peuplées d'Australie, sont bien plus incriminés que cette espèce dans l'ophidisme australien.

## Publication originale
- (en) McCoy, 1879 : Small-scaled brown snake. Prodromus of The Zoology of Victoria, vol. 3, p. 12-13 (texte intégral).